# Aguachile

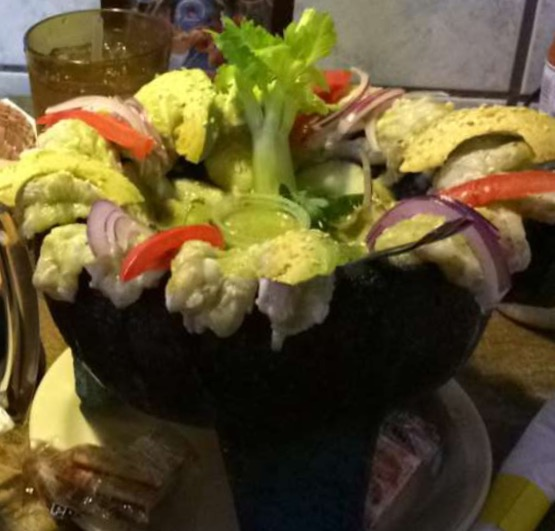
Aguachile

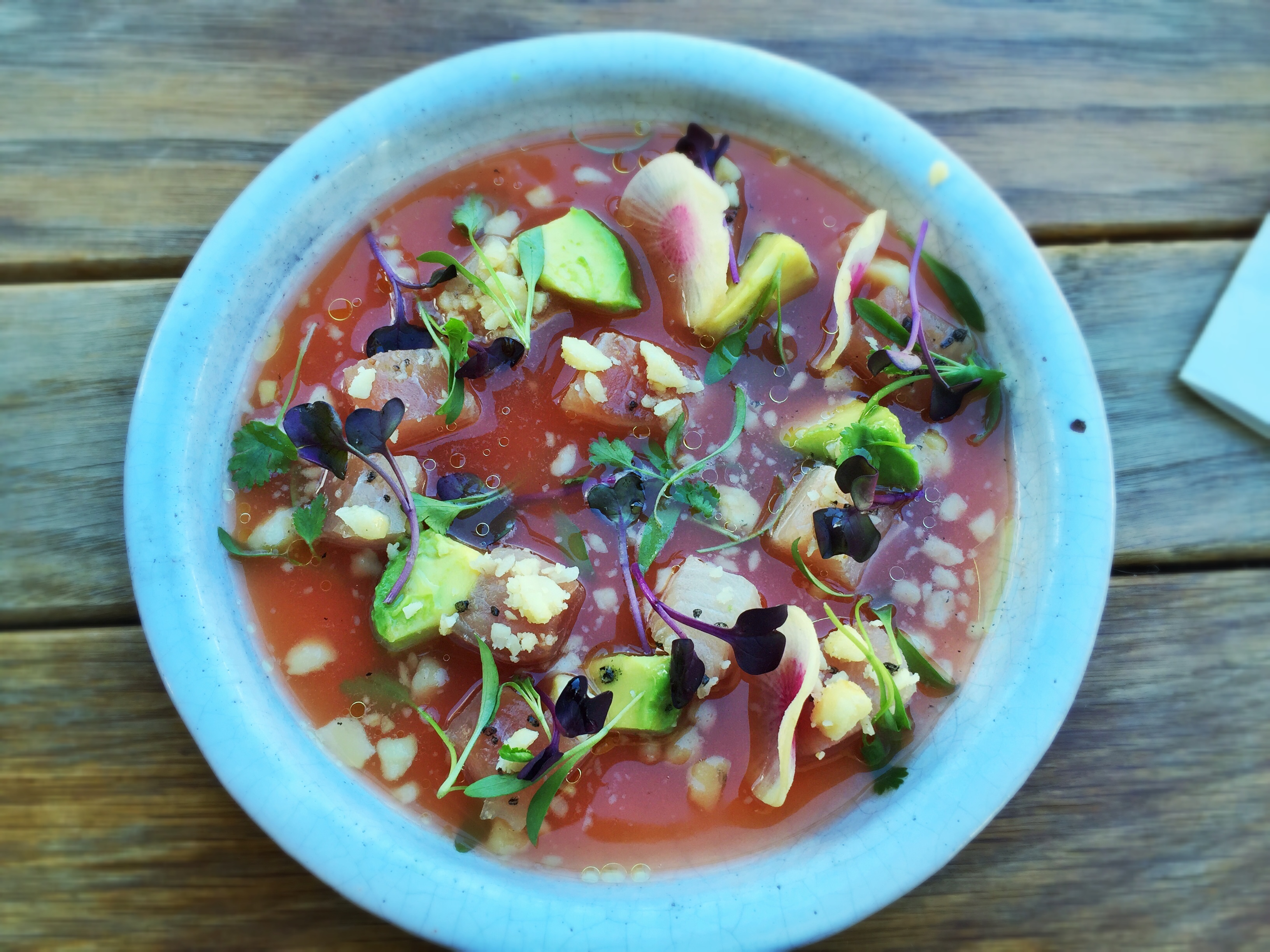
Aguachile- cola amarilla local, sandía, aguacate, serrano, macadamia.

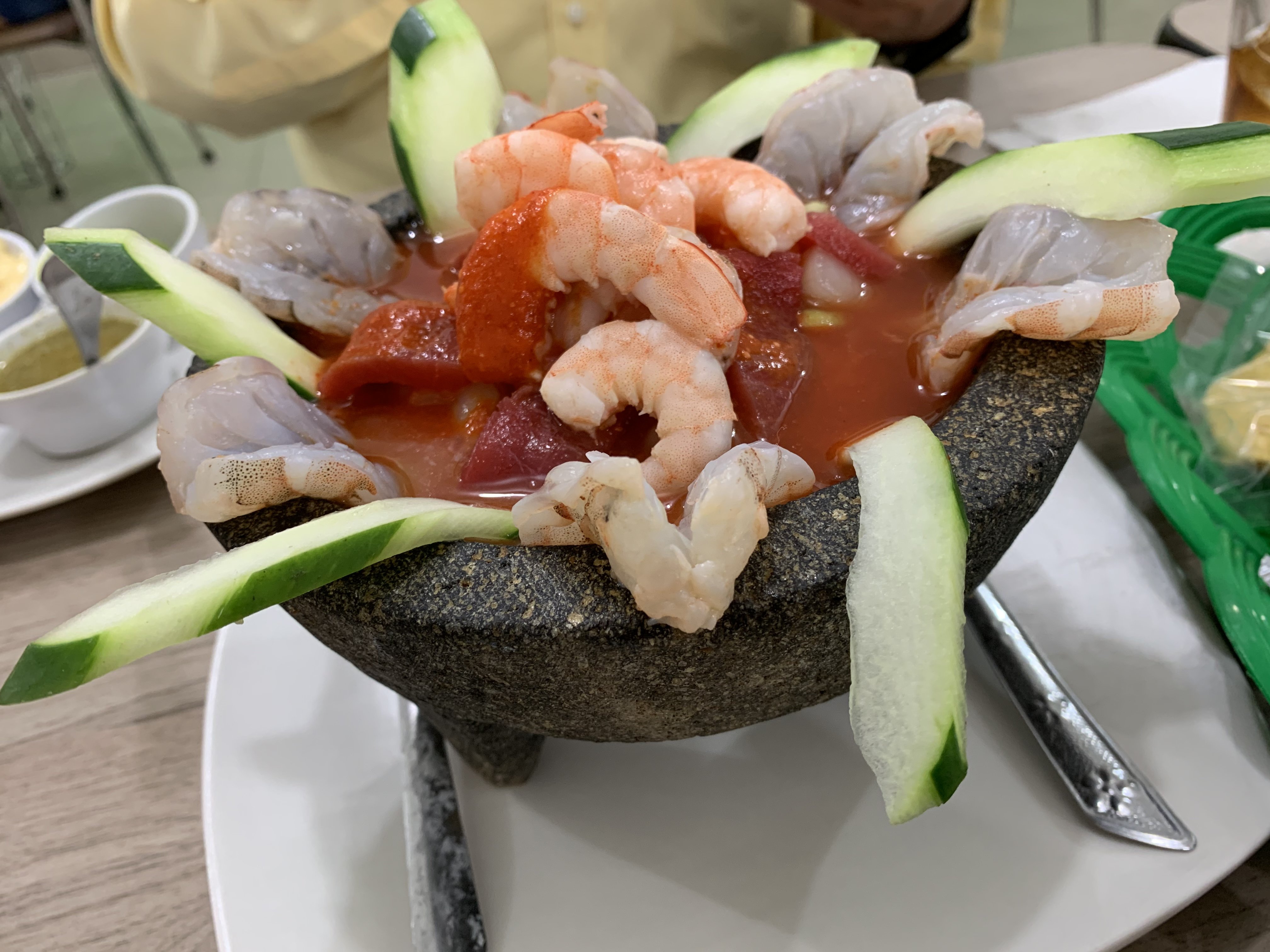
Aguachile en Molcajete

El aguachile es un platillo típico de la costa occidental de México, se consume principalmente en el noroeste, en un área que comprende los estados de Sinaloa, Michoacán, Colima, Nayarit, Jalisco, Sonora y Baja California. Los principales ingredientes son camarones, chiles frescos o secos, limón (lima en España), tiras de cebolla y tiras de pepino. 
En Sinaloa, el aguachile clásico es consta de la preparación de una cama de camarones con un corte tipo mariposa, luego se le pone sal y pimienta negra molida al gusto, en un molcajete o en una licuadora se machacan o se licuan chiles serranos con jugo de varios limones, a medida que esta preparación alcance para bañar los camarones completamente, se deja marinar un poco y se consume fresco el platillo, este es el aguachile clásico y original. En la actualidad, las recetas varían desde los chiles que se usan, incluyendo habaneros, chiltepines, jalapeños o chile caribe, en ocasiones aparte del jugo de limones se suele hacer una preparación con jugo de tomate y almejas, salsa inglesa o salsa de soya y también suele servirse acompañado de pepino y cebolla. Lo importante del aguachile es que es un platillo fresco y muy picante. Suele acompañarse con tostadas o galletas saladas y una cerveza bien helada.
La originalidad y origen del "aguachile" sigue en debate.

## Historia
El origen del aguachile en la zona serrana de Sinaloa, se hace originalmente con agua hervida y los chiles originarios del estado: los chiles “chiltepines”, unos chiles redondos y pequeños que se dejan secar en la planta dándole un picor (por el nivel de capsaicina) sobresaliente.
En la sierra se hacía carne machaca, se le agregaba agua hirviendo y se le agregaban cinco o seis chiles de esa variedad. Con el tiempo se fueron bajando esos chiles a la ciudad y fueron llegando a las costas y es entonces cuando se hace una réplica de ese chile pero con el ingrediente estrella del estado: el camarón.
Agregando un poco de limón, chile piquen, la sal, un poco de pimienta, hasta volverse el plato insignia del estado.
Igual cuando no había carne echaban en el caldo con los chiles chiltepines un hueso paseado de caldo en caldo para que diera algo de sabor a la grasa animal, siendo comida de pobres, que ni cebolla ni tomate menos limón había por allá en la sierra en tiempo de escasez. Contaba mi padre que eso comían con tortillas de maíz puro, de ahí empieza el término aguachile como despectivo hacía un sierreño, por gente que subía de la costa y veía que se alimentaban a agua y chile. Machaca si, con cebolla y tomate pero a esa bonanza ya le llamaban caldillo macho, pero el aguachile inicia literalmente agua con chile.

## Lugares donde se consume
Puede degustarse especialmente en pueblos y ciudades cercanos a la costa, como en Mazatlán y Topolobampo, de cuyos océanos se captura camarón, pargo, atún, lisa, almeja, callo de hacha, ostión y marlín.
El aguachile es un platillo en el que se pueden encontrar distintos sabores, tales como los ácidos y pungentes. La característica de un buen aguachile es la combinación de agua, chile chiltepín, cebolla fileteada, sal, y pepinos cortados para servir. Ya que el platillo también es regional.

## Tipos de aguachile
Existen tres tipos de aguachile: el tradicional, el mestizo, y el contemporáneo. El primero, como su nombre dice, es agua, chile chiltepín servido en camarón crudo y limpio en el momento, a diferencia del mestizo que agrega limón, sal y pimienta. Hoy día existen diferentes tipos de aguachiles, entre los que podemos encontrar, rojos, verdes, y con un sinfín de variantes, como con pepino molido o rebanado, melón, cilantro, cebolla morada, tequila y mezcal; que son propuestas de ingredientes que intensifican los sabores tradicionales de esta receta. Es un platillo representativo.

La elaboración*. Típicamente, el aguachile se elabora con callo de hacha o camarón cristal; lo acompaña pepino, cebolla, chile chillpitin o habanero, jugo de limón, sal y pimienta, sin embargo, en la actualidad existen múltiples variaciones de este platillo, las más comunes incluyen la adición y sustitución de camarón o callo de hacha por callo de almeja. 
Los puntos más importantes que deben considerarse para comer un aguachile son:
Debe picar. Uno de los ingredientes fundamentales es el Chile chiltepin, el cual es muy picante, no obstante, ya que este chile es originario del norte y es difícil conseguirlo en la zona centro y sur del país, podemos encontrar variedades de este platillo con chile habanero, serrano, chile de árbol, entre otros.
El camarón es fresco. Otra característica de un buen aguachile es que el camarón sea realmente fresco. Y es que la receta original consiste en que este crustáceo de tipo cristal (fácil de obtener en el norte del país), se “macera” en la mezcla del jugo del limón y las diferentes especias por un tiempo máximo de 10 minutos.
Con este tiempo, el camarón mantiene una consistencia suave. En cambio entre más tiempo pase el camarón en el jugo del limón, la consistencia será más dura.
La salsa del aguachile debe ser equilibrada. En la salsa se debe percibir de manera diferenciada el sabor tanto del limón como del chile, pues estos dos ingredientes deben integrarse de manera armónica.